# Xanthogaleruca subcoerulescens
Xanthogaleruca subcoerulescens  (лат.) — вид листоедов (Chrysomelidae) из подсемейства козявок (Galerucinae). Населяет территорию Турции.